# 弘前城
弘前城（ひろさきじょう）は、陸奥国鼻和郡（のち統合と外浜（青森）、西浜（十三湊）を編入で津軽郡）弘前（現・青森県弘前市下白銀町）にある日本の城。別名・鷹岡城、高岡城。江戸時代に建造された天守や櫓などが現存し国の重要文化財に指定されている。また城跡は国の史跡に指定されている。江戸時代には津軽氏が居城し弘前藩の藩庁が置かれた。

## 概要
江戸時代には弘前藩津軽氏4万7千石の居城として、津軽地方の政治経済の中心地となった。城は津軽平野に位置し、城郭は本丸、二の丸、三の丸、四の丸、北の郭、西の郭の6郭から構成された梯郭式平山城である。創建当初の規模は東西612メートル、南北947メートル、総面積38万5200平方メートルに及んだ。
津軽為信は文禄3年（1594年）に本拠を大浦城から羽州街道沿いの堀越城に移したが、城下への家臣団の集住が不十分など問題があった。『津軽歴代記類』等の文献によると、為信は慶長8年（1603年）に高岡への町屋建設を命じたが、築城には着手することなく慶長12年（1607年）に京都で没した。
享保16年（1731年）に成立した弘前藩官撰史書『津軽一統志』によると、高岡での築城は2代藩主津軽信枚により慶長15年（1610年）から進められ、翌慶長16年（1611年）に完成した。創建時には本丸南西隅に5層の天守があったが、『津軽一統志』等によると、寛永4年（1627年）に落雷のため焼失したとされる。築城時は地名から「高岡城」と称されたが、寛永5年（1628年）に地名が「高岡」から「弘前」に改められ、城も「弘前城」と呼ばれるようになった。
明治時代に入り、1871年（明治4年）9月に兵部省、1872年（明治5年）に陸軍省の管轄となった。1873年（明治6年）には全国城郭存廃ノ処分並兵営地等撰定方（廃城令）で日本全国の城郭や陣屋について存城と廃城の区別が行われたが、弘前城については「諸国存城調書」にも「諸国廃城調書」にも明記されず、その後の弘前城は陸軍省用地となったことから存城として扱われたとみられる。ただ、存城となっても盛岡城のように解体された例もあり、弘前城でも1884年（明治17年）に本丸御殿等が取り壊された。
その後、旧藩主の津軽承昭が陸軍省に旧弘前城の払い下げを請願したが不認可となり、公共用であれば使用してよいとの回答を受けた。承昭はこの条件に着目して公園の設置を考え、弘前市が公園化を出願し、公園の管理と費用負担を津軽家が担う形がとられた（弘前公園）。しかし、将来的な払い下げが難しくなったことなどから、津軽家は1902年（明治32年）5月13日付で公園の管理の委嘱を辞退し、管理規程の改正により7月1日から公園は弘前市の予算で管理されることになった。
弘前公園内には天守と5つの城門（北門、南内門、東内門、追手門、東門）、3つの隅櫓（丑虎櫓、辰巳櫓、未申櫓）が残され、国の重要文化財に指定されている（詳細は後述の「文化財」を参照）。特に天守は現存12天守に数えられている。
小説家の司馬遼太郎は紀行文集『街道をゆく - 北のまほろば』で、弘前城を「日本七名城の一つ」と紹介している。

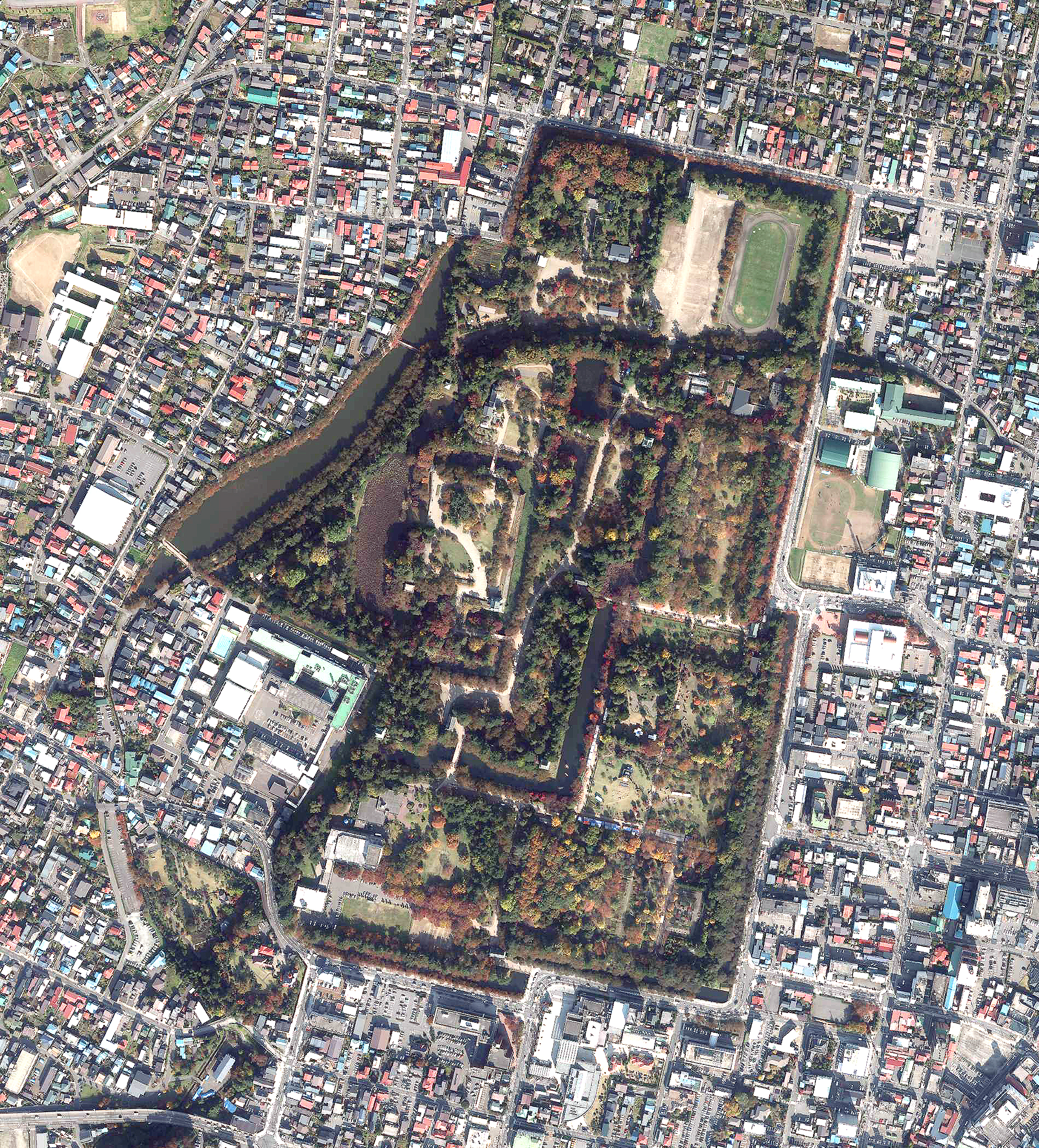
弘前城の航空写真（2011年）

本丸多門櫓、本丸土塀の木造復元整備計画はあるが予算の関係で門の木造復元や本丸御殿、屋敷、土蔵の建物の木造復元整備計画はない。

## 歴史・沿革

代表紋章：津軽牡丹

### 安土桃山時代
- 1590年（天正18年） - 南部氏に臣従していた大浦為信は、小田原征伐の際に豊臣秀吉より南部氏に先駆けて4万5千石の所領安堵の朱印状を受ける。大浦を津軽と改姓。
- 1594年（文禄3年） - 為信、堀越城（弘前市堀越）を築き大浦城より移る。しかし、軍事に不向きであることを理由に新城の候補を鷹岡（現在の弘前城の地）に選定。
- 1600年（慶長5年） - 為信は関ヶ原の戦いで東軍に付き、徳川家康より2千石の加増を受け4万7千石の弘前藩が成立。

### 江戸時代
- 1607年（慶長12年） - 為信、京都にて死去[2]。
- 1610年（慶長14年） - 2代信枚（信牧）が築城を開始[2]。
- 1611年（慶長16年） - 1年1か月で鷹岡城がほぼ完成する。
- 1627年（寛永4年） - 落雷により、鷹岡城の天守で炎上し内部の火薬に引火して大爆発、5層6階の天守、本丸御殿、諸櫓を焼失。以後、200年近く天守のない時代が続いた。
- 1628年（寛永5年） - 鷹岡を信枚の帰依する天海大僧正が名付けた「弘前」に改称し、城名も弘前城となる。
- 1810年（文化7年） - 9代藩主津軽寧親が三層櫓を新築することを幕府に願い出て、本丸に現在見られる3層3階の御三階櫓（天守）が建てられた。

### 明治時代
- 1872年（明治5年） - 陸軍省管轄となる[3]。
- 1884年（明治17年） - 本丸御殿や武芸所等が取り壊される[3]。
- 1894年（明治27年） - 陸軍省から旧弘前城の拝借許可（弘前市に対する無償貸与）が指令される[3]。弘前市が公園化を出願し、公園の管理と費用負担を旧藩主の津軽家が担う形をとる[4]｡
- 1895年（明治28年） - 弘前公園として市民に一般開放される。
- 1898年（明治31年） - 三の丸が陸軍兵器支廠（のち第8師団兵器部）用地となる。
- 1902年（明治32年） - 改正された弘前公園管理規程が施行され、同公園が弘前市の予算で管理されることとなる[4]。
- 1903年（明治36年） - これ以降桜が植えられ、桜の名所となる。
- 1906年（明治39年） - 北の郭の「子の櫓」と西の郭の「未申櫓」の櫓2棟が焼失。
- 1908年（明治41年） - 皇太子（後の大正天皇）が、公園を「鷹揚園」と命名する。
- 1909年（明治42年） - 1906年の藩祖為信公三百年祭の記念事業として、高さ約4メートルの津軽為信の銅像が本丸に建立された。

### 昭和時代
- 1937年（昭和12年） - 現存建造物群8棟（三の丸東門除く）が国宝保存法に基づく旧・国宝（現行法の重要文化財に相当）に指定される[6][7]。
- 1944年（昭和19年） - 第二次世界大戦における金属供出により前述の銅像が撤去された。
- 1947年（昭和22年） - 昭和天皇の戦後巡幸の市民奉迎場が鷹揚園に設営される[8]。
- 1950年（昭和25年） -  文化財保護法の制定により、現存建造物群（三の丸東門除く）は国の重要文化財に指定される。
- 1952年（昭和27年） - 国の史跡に指定される（禅林街の長勝寺構と最勝院を含む新寺構もあわせて指定）。
- 1953年（昭和28年） - 三の丸東門が国の重要文化財に指定される。
- 1981年（昭和56年） - 公園管理人宿舎・作業員詰所となっていた二の丸東門与力番所が、1979年（昭和54年）より文化庁の協力の下、現在地に移築復元される。
- 1985年（昭和60年） - 国の史跡に堀越城跡が追加指定されるのに伴い、史跡名称が「津軽氏城跡」（弘前城跡）に変更される。

### 平成時代
- 1999年 - 2000年度（平成11年 - 12年度）の発掘で、北の郭の館神（たてがみ）跡から本殿跡や鳥居礎石が発見される[注 2]。
- 2002年（平成14年） -  国の史跡「津軽氏城跡」には弘前城跡、堀越城跡に加え、種里城跡も追加され、総指定面積は約105万4千平方メートルとなった。
- 2003年（平成15年） - 本丸・北の郭への入園が有料となる（4月から11月の間）。
- 2004年（平成16年）4月 - 津軽為信の銅像が、東門近くの弘前文化センター前庭に復元された。
- 2005年（平成17年）12月 - 西堀にかかる春陽橋の全面架け替えが73年ぶりに行われた。
- 2006年（平成18年）4月6日 - 日本100名城（4番）に選定された。
- 2007年（平成19年）6月 - 天守付近の石垣壁面が経年変化により膨らんでいて崩落する可能性があることが判明した。
- 2011年（平成23年） - 弘前城築城400年祭が年間を通して開催された。

#### 石垣修理と天守曳家

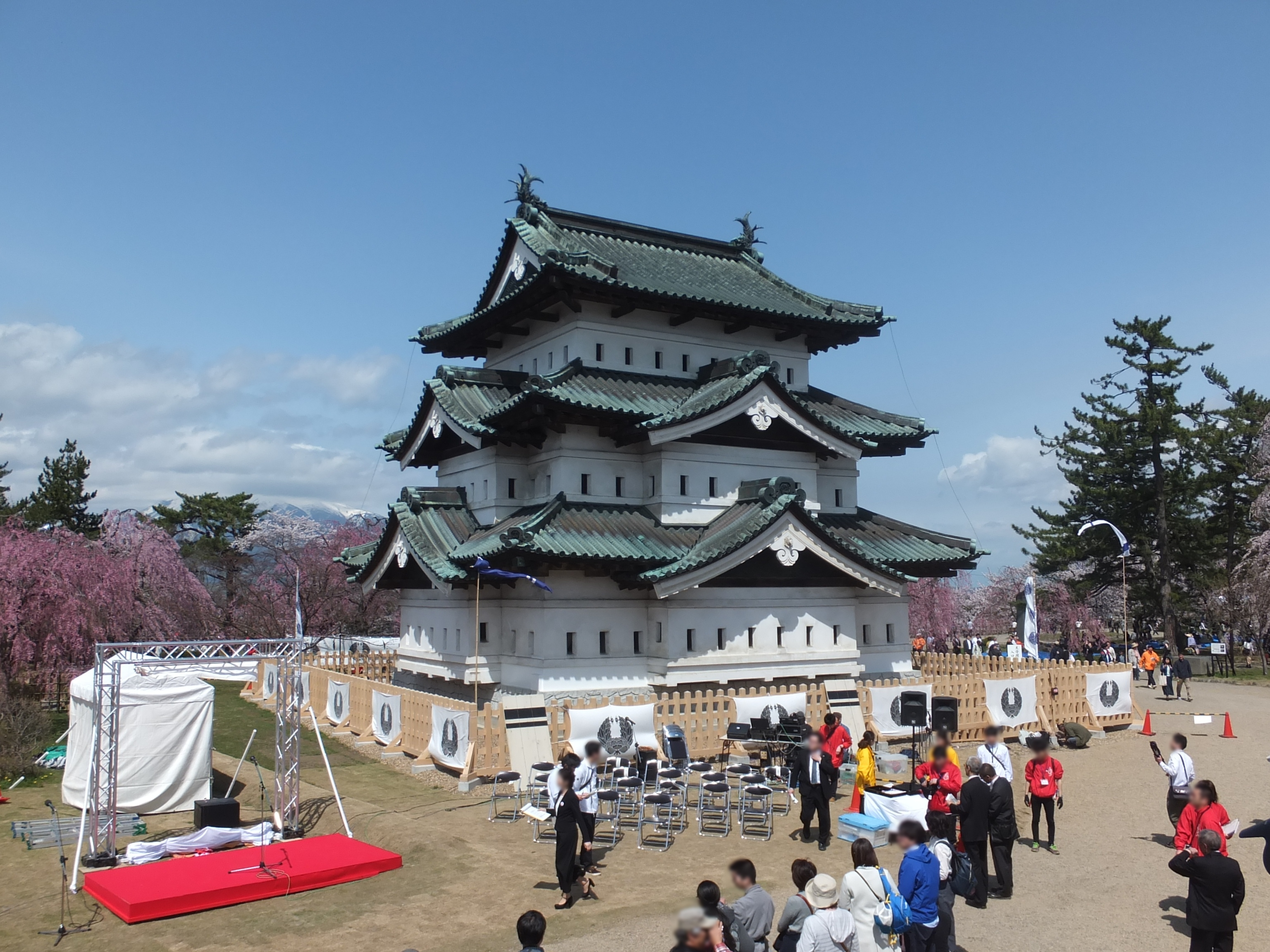
曳家工事により移動された天守。

- 2012年（平成24年）9月 - 天守付近の本丸石垣の膨らみや天守の傾きがある事から修理の方針が決定された。今後も調査を続け、2015年夏に天守を曳家で移動させてから、2016年（平成28年）から本格工事に着工[9][10]。曳家工事は西村組（弘前市）と我妻組（山形県米沢市）が担当[11]。
- 2015年（平成27年）
  - 8月 - 天守を持ち上げる「揚屋」工程が行われた[12][13][14]。
  - 9月3日・4日の両日で、「一次曳屋」の作業が行われた[15][16]。13日には方向転換のために25度回転させられた[17][18]。
  - 10月24日、天守を仮天守台へ移動させる曳家工程が終了[19][20][21][22]。
  - 12月21日：曳屋工事の一環として整備が進められていた展望台の一般開放が始まった[23]。
- 2016年（平成28年）- 曳家工事後の弘前城を盛り上げるため、弘前市が地域おこしキャラクターのロボット「超城合体タメノブーンV」を制作。
- 2023年　天守台の発掘調査で縄文時代晩期後葉（約２５００～２４００年前）の土器・石器などが発見された[24][25][26]。遺構は埋め戻し地中保存される。

## 遺構

### 天守（初代）
最初の天守は、鷹岡藩2代藩主の津軽信枚により1609年（慶長14年）頃に本丸南西隅に建てられた5重の建物である。内部6階と推定される建築は東北地方では若松城天守に次ぐものであった。しかし1627年（寛永4年）9月の落雷で出火し、天守内部に収納されていた火薬に引火して（4重目に吊るされていた釣鐘が落下して下層に収納してあった火薬に引火したとも）大爆発を起こして本丸御殿や諸櫓とともに焼失した。天守は再建されることなく、今でも天守台を支えていた石垣は本丸南西隅に聳えている。
なおこの天守火災は当時、藩主・信枚の伯母（初代津軽為信の正室・阿保良の姉）の祟りだと信じられていた。伯母は為信のために、横内城城主で南部氏一族の夫・堤弾正左衛門から離縁され失意の内に病没しており、城はそれから30年ほども経ってから完成しているのだが時折、伯母の怨霊が城内に現れていたという。

### 天守（御三階櫓）

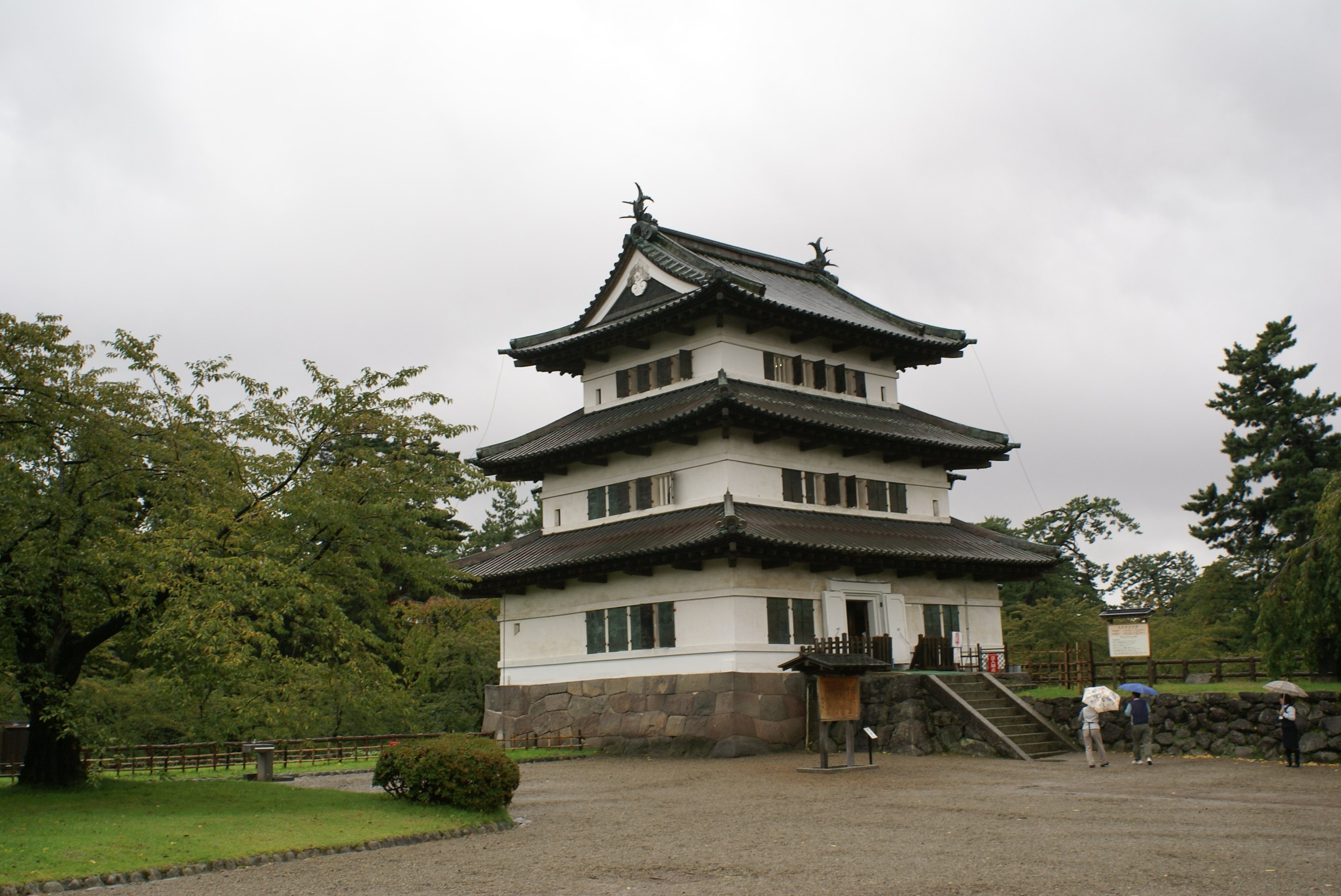
天守（本丸内側より）

本丸唯一の現存建築である天守は層塔型3重3階の建物である。現在は独立式であるが、往時は北側に多聞櫓を付属させた複合式であった。この多聞櫓は明治29年（1896年）ごろまでに破却されている。天守の高さは約14.4メートルあり、現存する三重天守の中で最も低い。
1627年（寛永4年）大爆発して焼失した5重天守の代用として、またロシア船の津軽海峡往来などの事態により幕府の許しを得て、本丸南東隅の辰巳櫓の改修を名目として建てられた。1810年（文化7年）着工、1811年（文化8年）に竣工した。往時は幕府への配慮から天守とは見なさず、櫓（御三階櫓）として扱われていたが、「事実上の天守」としての役割を持ち現在は書籍などの多くで天守として扱われている。昭和20年（1945年）の空襲で水戸城天守が、昭和24年（1949年）に松前城天守が焼失したため、関東以東で唯一の、そして最も北に位置する現存天守である。
外壁は白漆喰塗籠で、窓と狭間の上下に長押形を施し、また屋根瓦には寒冷地のため銅瓦を葺いている。外側に面する東面と南面は1層目と2層目に大きな切妻出窓を設け、窓には狭間窓を用いるなど小さな建物を華美で大きく見せる視覚効果が施される。一方で、内側である西面と北面には破風を全く付けずに連子窓を単調に並べただけである。いわゆる「二方正面」である。内部も通常の天守建築では最高級の木材や技術が用いられるが、弘前城の場合は普通の櫓と同等の木材が用いられ、構造的にも簡素であり、床も全て敷居を設けず畳を敷くことが想定されていないなど、当初から倉庫として利用されることを見込んだ構造となっている。。
平成の天守石垣の修理において明治・大正時代の壺の発見や天守台石垣の四隅からイカの形をした石垣が発掘された。イカの形をした石は市が「いかすみ石」と名付けた。

### 櫓・門ほか
二の丸の現存櫓は3層の辰巳櫓・丑寅櫓・未申櫓の3棟である。門は、三の丸追手門・三の丸東門・二の丸南門・二の丸東門・北の郭北門（亀甲門）の5棟がそれぞれ築城時の姿で現存し、以上は国の重要文化財に指定されている。このほかに、二の丸東門与力番所が移築復元されている。
前述の通り現在は5棟の城門が残されているが、築城当初は10棟の城門があった。この内のいくつかの門は、工期の短縮などのため、周辺の城郭より移築されている。具体例としては北の郭北門（通称亀甲門）と三の丸北内門（通称賀田門）がそれにあたり、それぞれ大光寺城および大浦城から移築されている。
ちなみに、弘前城の門を参考に時代劇のロケ地に利用されるワープステーション江戸（茨城県つくばみらい市）に「江戸城大手門」が造られている。
外郭の南西に位置する禅林街は、長勝寺構（ちょうしょうじがまえ）として出城の役割を担っており、堀、土塁、枡形などが残る。

## 画像

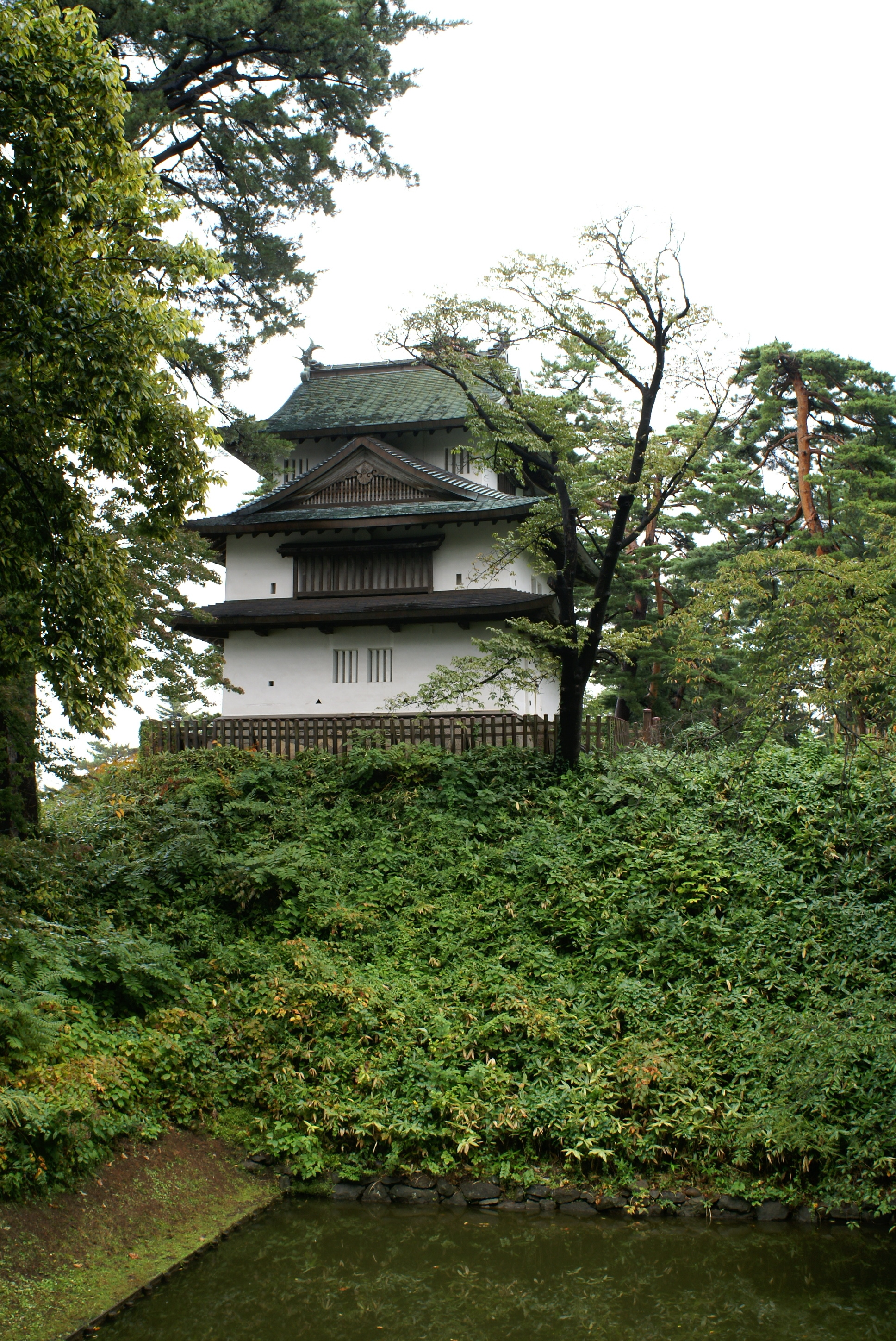
未申櫓
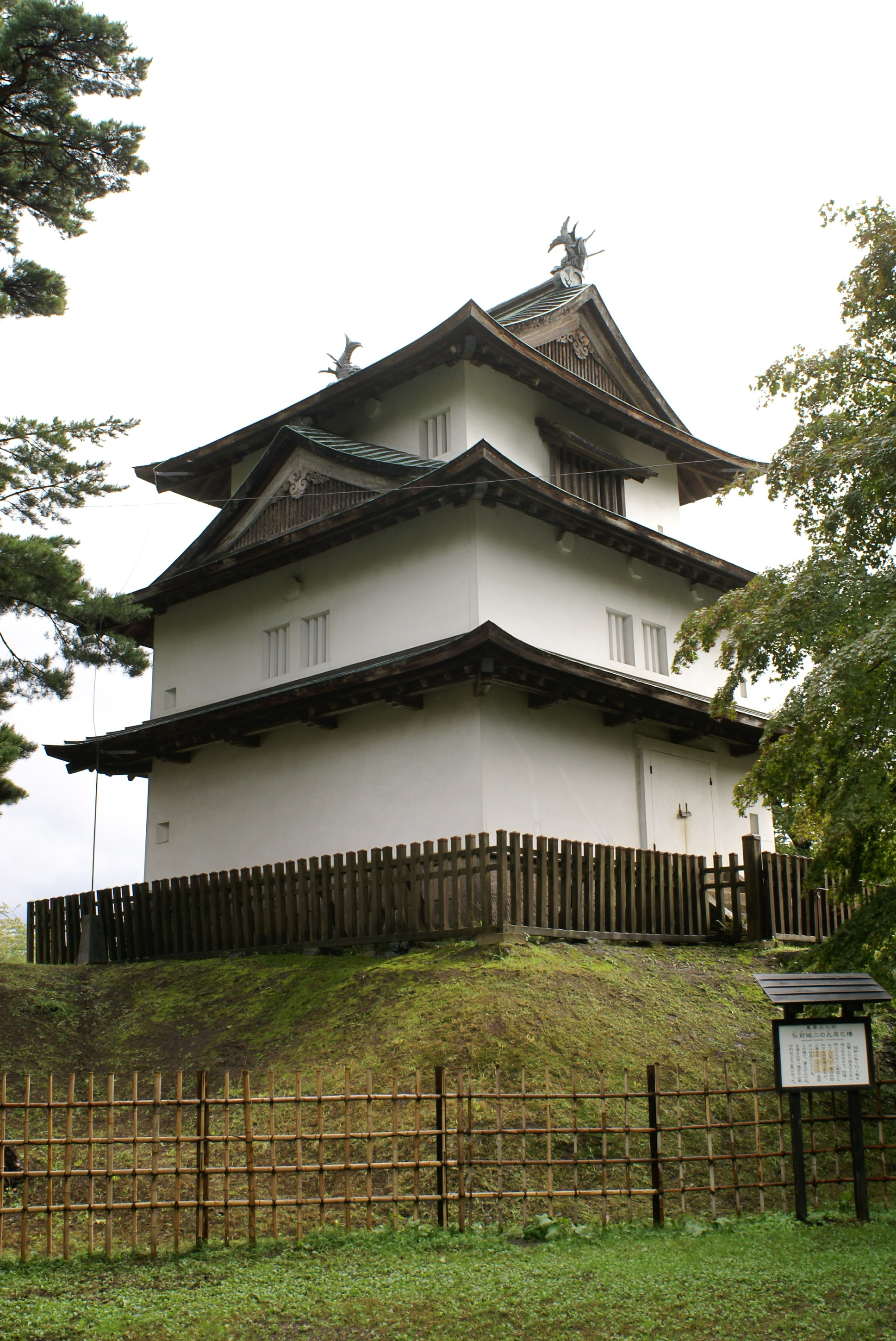
辰巳櫓
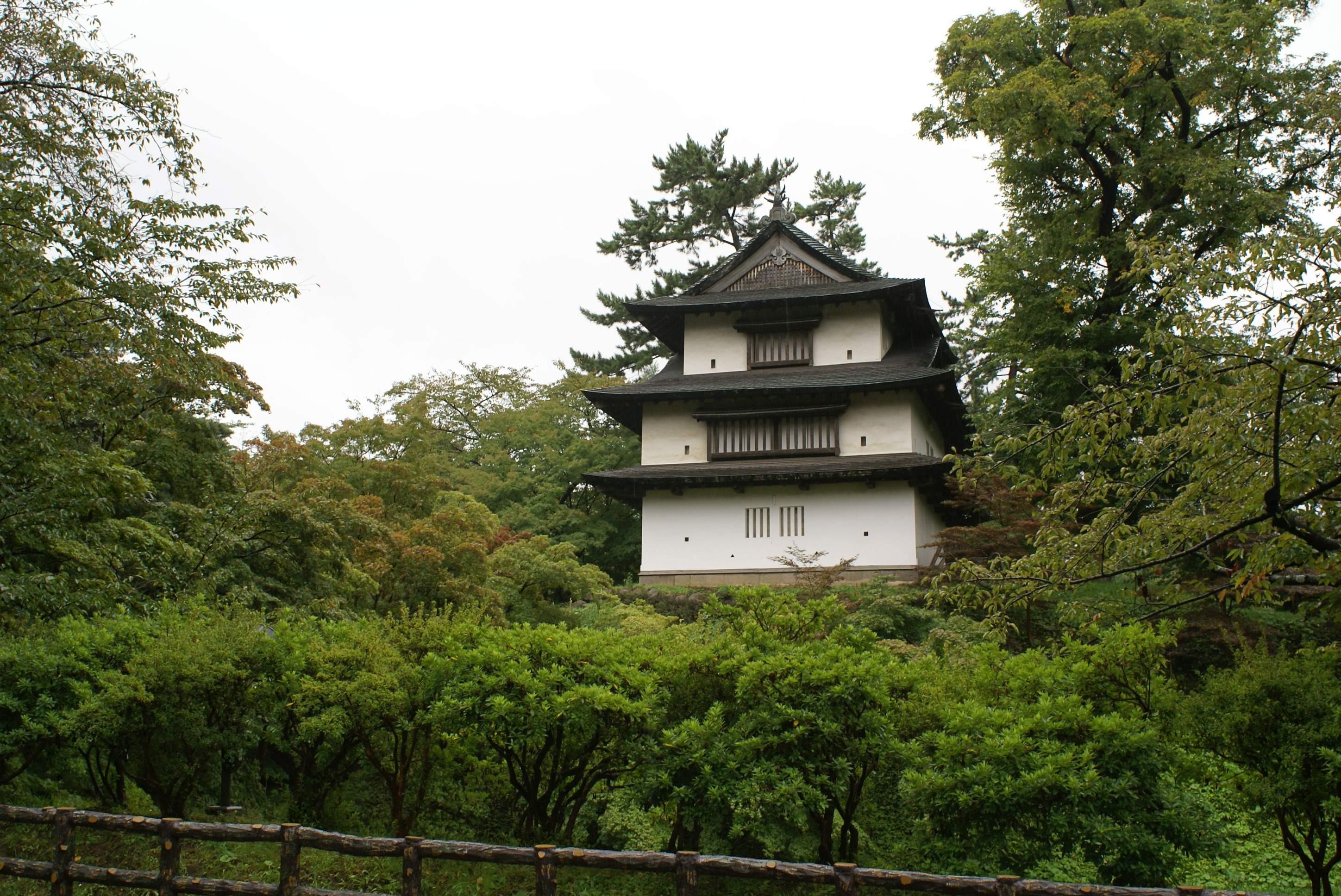
丑寅櫓
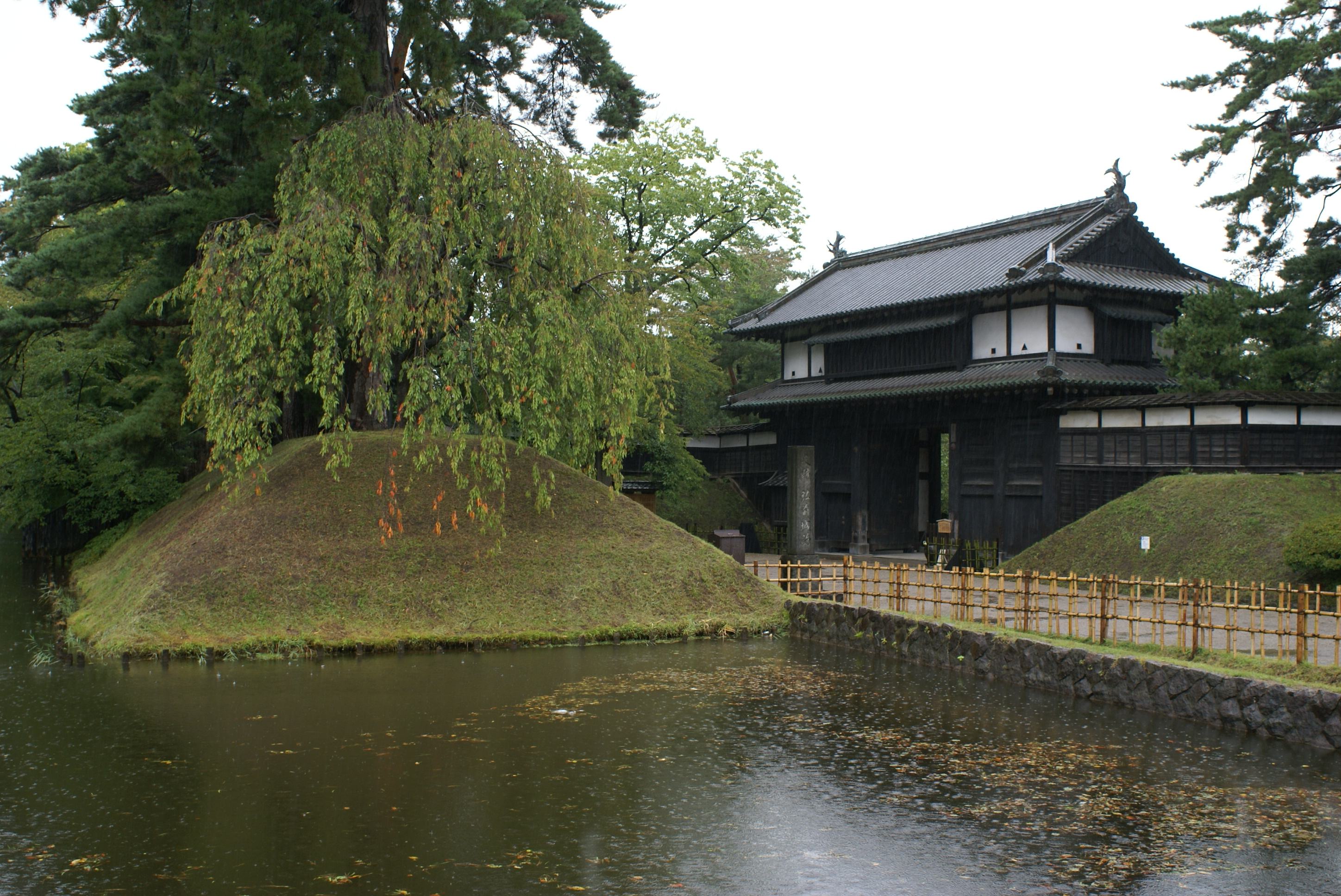
三の丸追手門
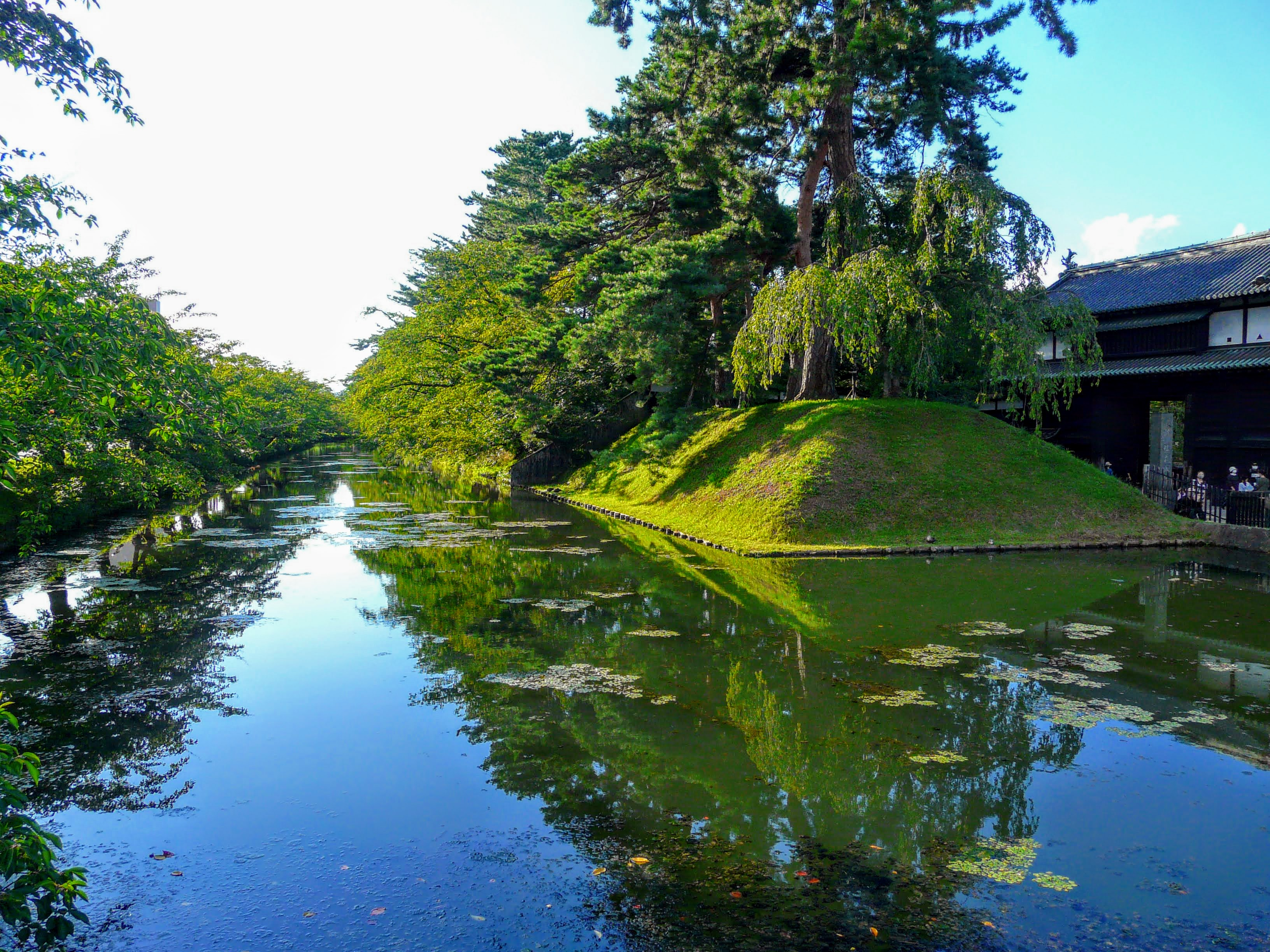
三の丸追手門前の堀
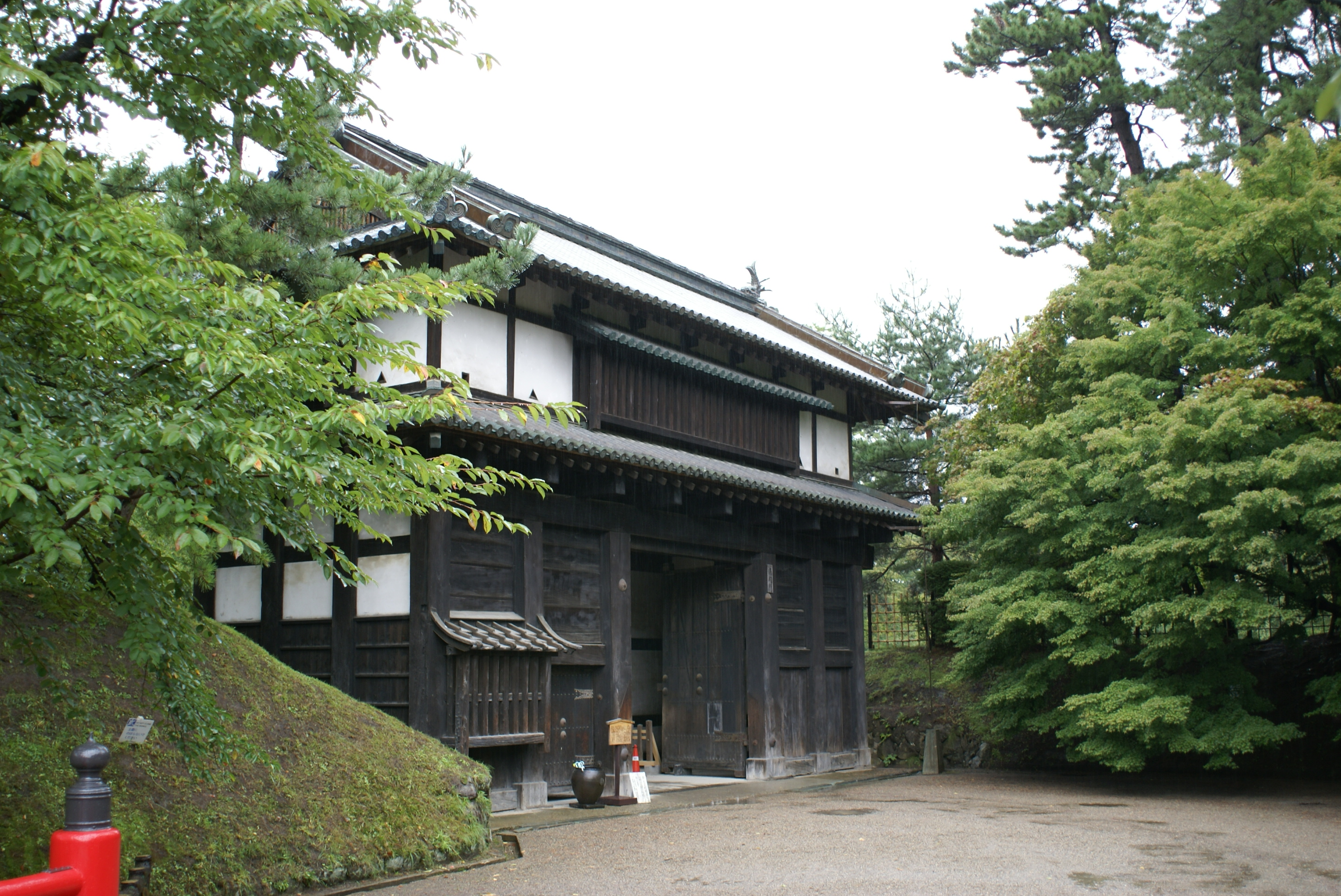
二の丸南門（南内門）
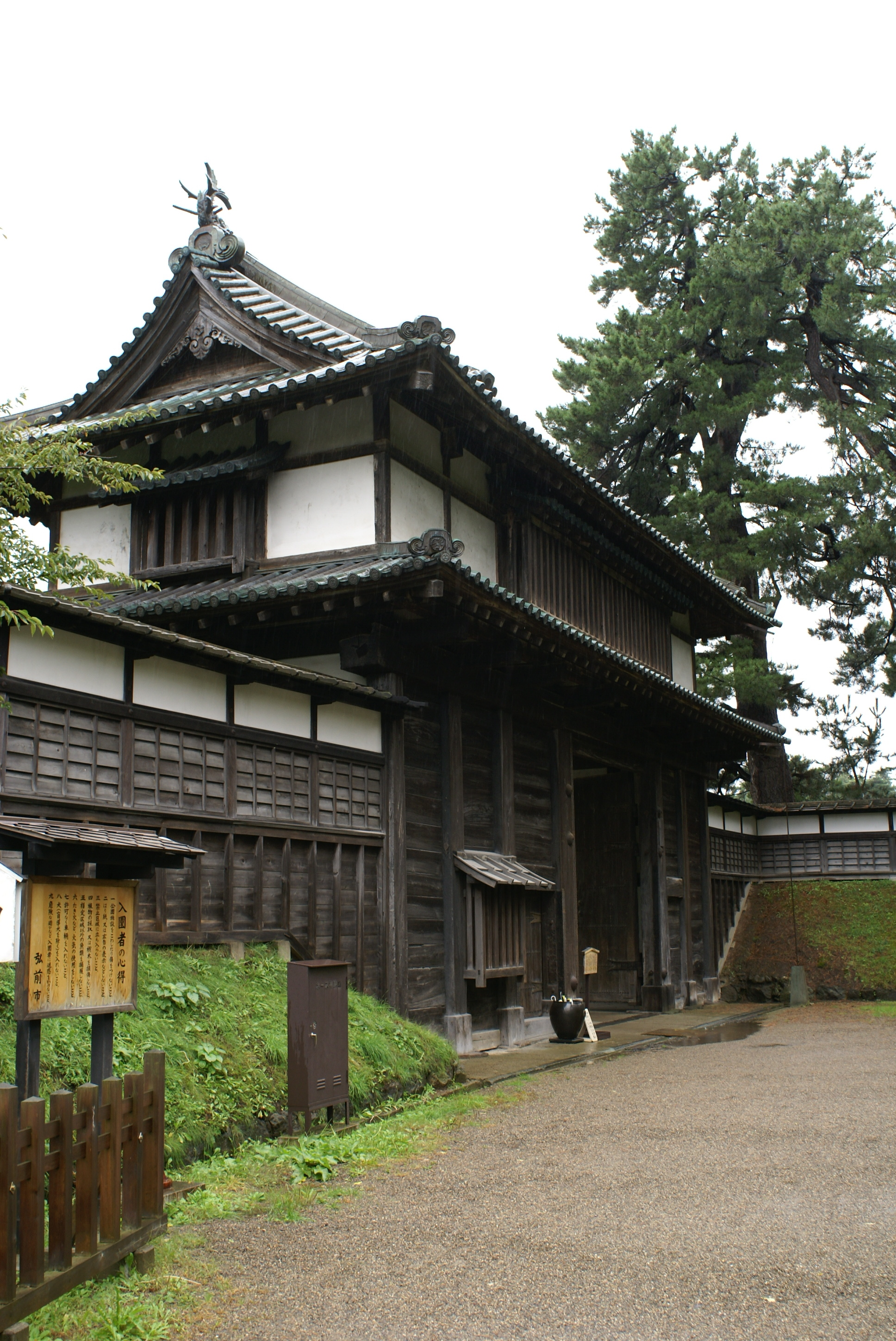
北の郭北門（亀甲門）
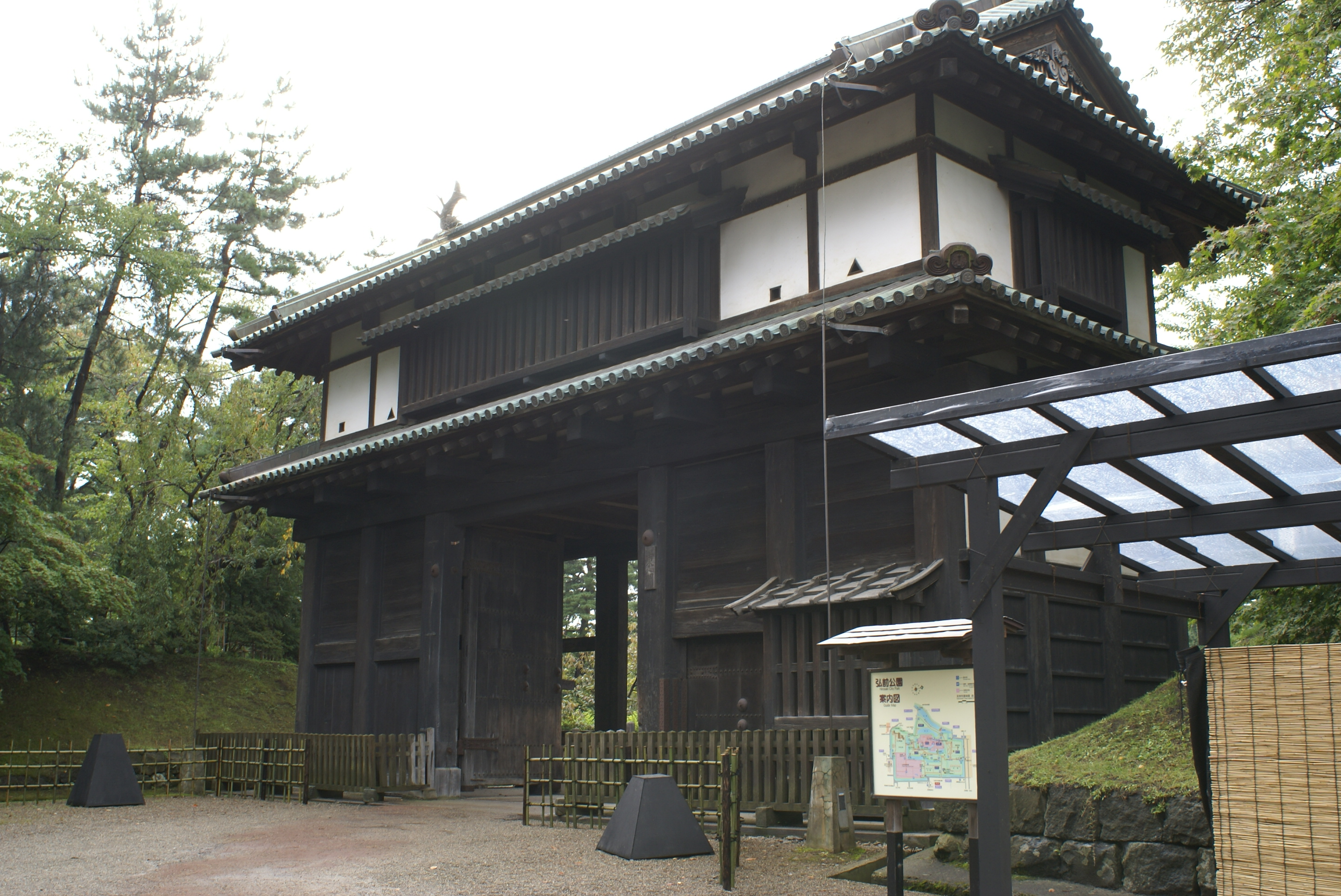
三の丸東門

## 文化財

### 重要文化財
- 弘前城
  - 天守　附棟札2枚
  - 二の丸辰巳櫓　附棟札1枚
  - 二の丸未申櫓　附棟札1枚
  - 二の丸丑寅櫓
  - 二の丸南門
  - 二の丸東門
  - 三の丸追手門
  - 北の郭北門（亀甲門）
- 弘前城三の丸東門

### 史跡
- 津軽氏城跡
  - 弘前城跡

### 重要伝統的建造物群保存地区
- 仲町の武家屋敷群

## 弘前公園

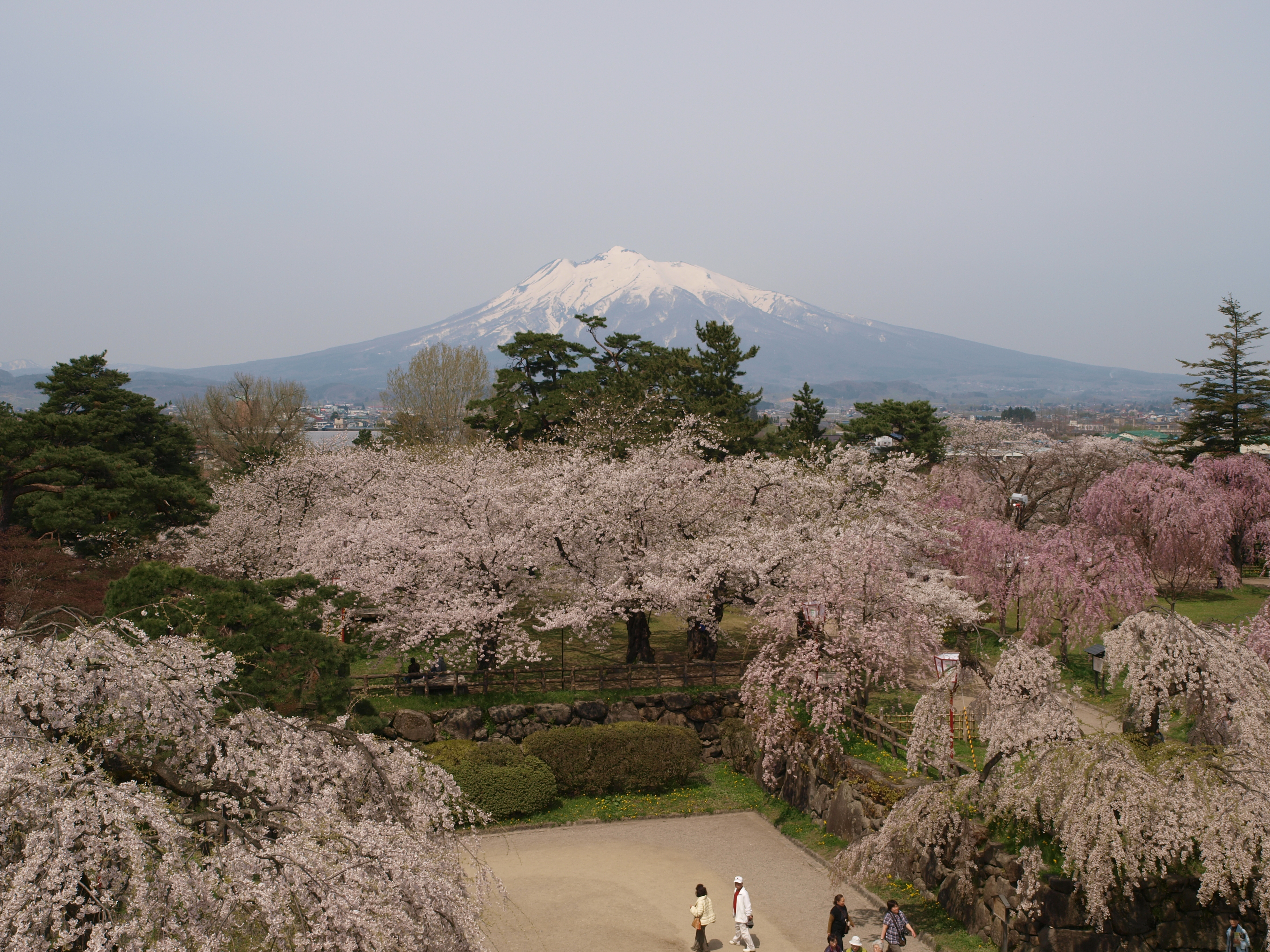
弘前公園の桜

弘前公園は弘前市都市公園条例での名称は「鷹揚園」であり、公園施設として弘前城、弘前城植物園及び庭球場を定めている。園内には1903年（明治36年）以降、桜の植樹が行われ、現在では約2,600本を数えるまでになった。弘前市は東北地方北部に位置し桜の開花時期が比較的遅く、花見に適した時期がおおむねゴールデンウィークと重なることもあり、弘前さくらまつりには日本全国から観光客が訪れる。なお、同園は日本さくら名所100選、人と自然が織りなす日本の風景百選などにも選ばれている（詳細は弘前公園を参照のこと）。
一方で、植樹された桜の木々の繁茂によって堀・土塁・石垣・櫓・門などの弘前城の遺構が枝葉に隠れてしまい、見学者から見えない状態となっている。奈良大学教授で城郭考古学者の千田嘉博は「桜や木々を守り、景観を維持していくのは賛成だが、城としてのポイントが見られるよう、木々を管理するのは可能だ。景観と『国指定史跡』としての本質的価値が両立する考え方に、改めるべきではないか」と指摘している。

## 交通
- JR奥羽本線・弘前駅（東北新幹線・新青森駅乗り換え）から土手町循環100円バスに乗り「市役所前」下車、徒歩3分
- 東北自動車道・大鰐弘前ICから約30分

## キャラクター
弘前城天守曳家工事を契機に制作された企画「超城合体タメノブーンV」では、タメノブーンを構成する5機の城ロボのうち、弘前城は「タッカー」（別名の高岡城に因む）にあたる。